# Finau Vulivuli
Finau Vulivuli (Savusavu, 1982. augusztus 18. –) Fidzsi-szigeteki nemzetközi női labdarúgó-játékvezető. Polgári foglalkozása tanár.

## Pályafutása
A FFA Játékvezető Bizottságának (JB) minősítésével a First Division, majd a Galaxy Premier League játékvezetője. A Fidzsi-szigetek első női bírója, az első aki férfi labdarúgó-tornán tevékenykedett. Küldési gyakorlat szerint rendszeres 4. bírói, illetve alapvonalbírói szolgálatot is végez.
A Fidzsi-szigeteki labdarúgó-szövetség JB terjesztette fel nemzetközi játékvezetőnek, a Nemzetközi Labdarúgó-szövetség (FIFA) 2008-tól tartja nyilván bírói keretében. A FIFA JB központi nyelvei közül az angolt beszéli. Több nemzetek közötti válogatott (Női labdarúgó-világbajnokság, Olimpiai játékok, Algarve-kupa), valamint klubmérkőzést vezetett, vagy működő társának 4. bíróként, illetve alapvonalbíróként segített.
A 2008-as U17-es női labdarúgó-világbajnokságon, a 2010-es U17-es női labdarúgó-világbajnokságon, illetve a 2012-es U17-es női labdarúgó-világbajnokságon a FIFA JB bíróként foglalkoztatta.. 
| Időpont              | Helyszín                               | Mérkőzés típusa              | Mérkőzés             | Eredmény | Nézők száma |
| -------------------- | -------------------------------------- | ---------------------------- | -------------------- | -------- | ----------- |
| 2008. november 4.    | Waikato Stadion, Hamilton              | csoportmérkőzés (A. csoport) | Kanada–Dánia         | 0 – 0    | 3283        |
| 2008. október 30.    | Wellington Regional Stadium Wellington | csoportmérkőzés (D. csoport) | Dél-Korea–Nigéria    | 1 – 2    | 11 500      |
| 2010. szeptember 8.  | Manny Ramjohn Stadion, Marabella       | csoportmérkőzés (A. csoport) | Észak-Korea–Chile    | 3 – 0    | 10 000      |
| 2012. szeptember 29. | Dalga Arena, Baku                      | csoportmérkőzés (B. csoport) | Gambia–Franciaország | 2 – 10   | 5000        |

A 2014-es U20-as női labdarúgó-világbajnokságon a FIFA JB bíróként foglalkoztatta.
| Időpont            | Helyszín                | Mérkőzés típusa              | Mérkőzés      | Eredmény | Nézők száma |
| ------------------ | ----------------------- | ---------------------------- | ------------- | -------- | ----------- |
| 2014. augusztus 9. | Városi Stadion, Moncton | csoportmérkőzés (C. csoport) | Anglia–Mexikó | 1 – 1    | 4536        |

A 2011-es női labdarúgó-világbajnokságon a FIFA JB játékvezetőként alkalmazta. A torna legfiatalabb bírója. Egyedül képviselte az OFC  kontinentális szövetséget. Világbajnokságon vezetett mérkőzéseinek száma: 1.
| Időpont         | Helyszín               | Mérkőzés típusa             | Mérkőzés       | Eredmény | Nézők száma |
| --------------- | ---------------------- | --------------------------- | -------------- | -------- | ----------- |
| 2011. július 5. | Városi Stadion, Drezda | csoportmérkőzés (A csoport) | Kanada–Nigéria | 0 – 1    | 13 638      |

A 2011-es Algarve-kupa és 2015-ös Algarve-kupa labdarúgó tornán a FIFA JB 4. bírói  (tartalék) alkalmaztat.
A 2012. évi nyári olimpiai játékokon a FIFA JB 4. (tartalék) bírói szolgálatra alkalmazta.
2008-ban a Fidzsi-szigeteki labdarúgó-szövetség (FFA) elnökségétől a Bíró of the Yea díjat kapta.